# Remigia bifasciata
Remigia bifasciata är en fjärilsart som beskrevs av Walker 1865. Remigia bifasciata ingår i släktet Remigia och familjen nattflyn. Inga underarter finns listade.